# Sovětský svaz na Hopmanově poháru
Sovětský svaz se poprvé účastnil 2. ročníku Hopmanova poháru v roce 1990. V důsledku rozpadu Sovětského svazu na konci roku 1991 startovali následující rok na Hopmanově poháru sportovci tohoto rozpadlého státu pod vlajkou organice Společenství nezávislých států a po roce 1992 již pod vlajkou svých zemi, Uzbekistánu, Ruska, Kazachstánu či Ukrajiny.

## Tenisté
Tabulka uvádí seznam sovětských tenistů, kteří reprezentovali stát na Hopmanově poháru.
| Jméno            | Celkem V/P | Dvouhra V/P | Čtyřhra V/P | Poprvé | Počet startů |
| Andrej Čerkasov  | 1–3        | 1–1         | 0–2         | 1990   | 2            |
| Nataša Zverevová | 0–4        | 0–2         | 0–2         | 1990   | 2            |

- V/P – výhry/prohry

## Výsledky
| Rok  | Fáze soutěže | Místo konání         | Soupeř     | Výsledek | Stav   |
| ---- | ------------ | -------------------- | ---------- | -------- | ------ |
| 1990 | Čtvrtfinále  | Burswood Dome, Perth | Austrálie  | 0–3      | Prohra |
| 1991 | Čtvrtfinále  | Burswood Dome, Perth | Jugoslávie | 1–2      | Prohra |